# هارولد فرموس

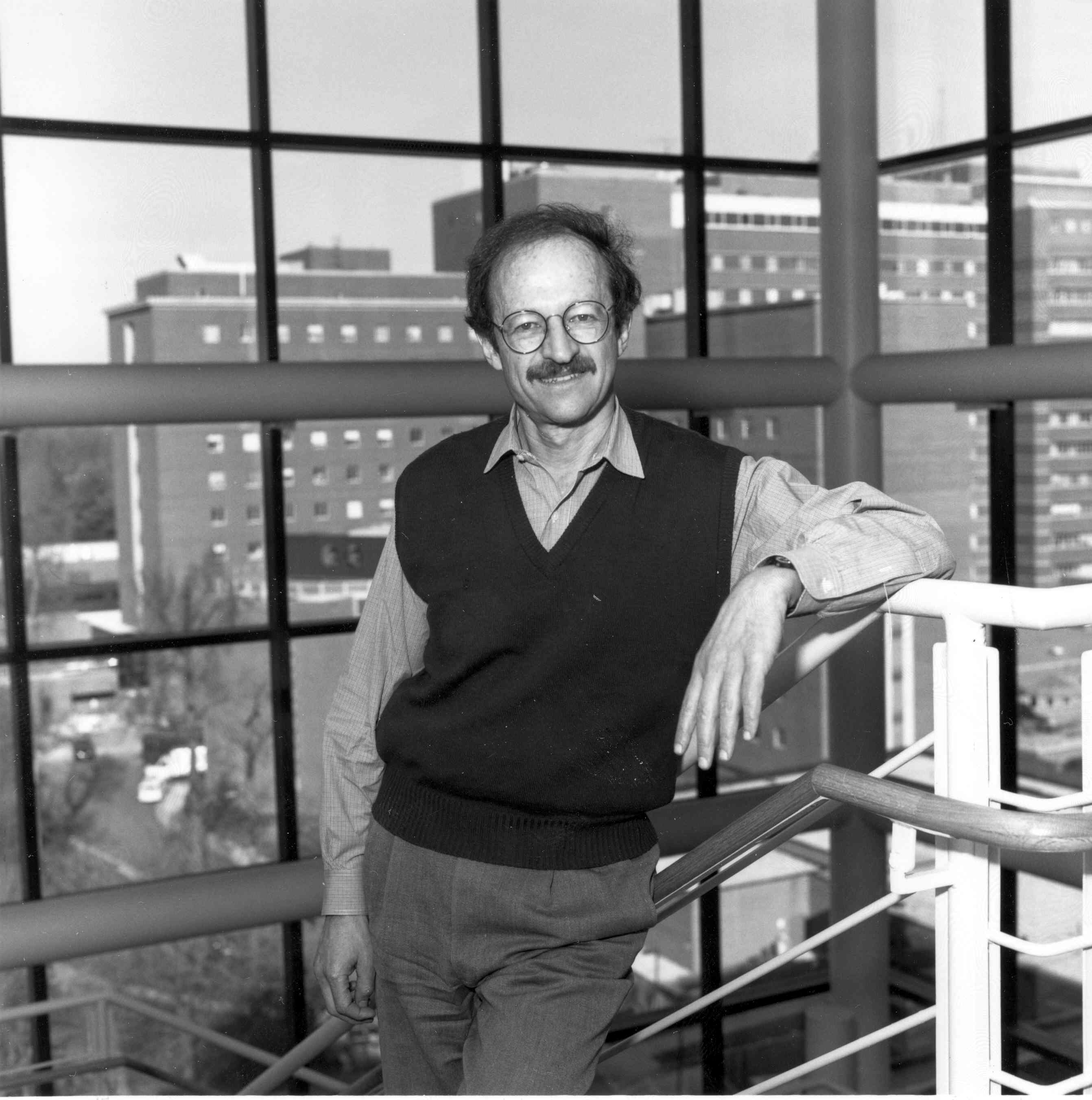
فارموس في عام 2000

هارولد إليوت فارموس (بالإنجليزية: Harold Elliot Varmus)‏ ـ (ولد في 18 ديسمبر 1939) هو عالم أمريكي حائز على جائزة نوبل في الطب سنة 1989 مناصفة مع مواطنه جون مايكل بيشوب لاكتشافهما للمنشأ الخلوي للمورثات الورمية للفيروسات القهقرية. رشحه الرئيس الأمريكي باراك أوباما مديراً للمعهد الوطني للسرطان، كما عين رئيساً مشاركاً للمجلس الاستشاري للعلوم والتقنية في إدارة باراك أوباما.

## روابط خارجية
- هارولد فرموس على موقع IMDb (الإنجليزية)
- هارولد فرموس على موقع الموسوعة البريطانية (الإنجليزية)
- هارولد فرموس على موقع مونزينجر (الألمانية)
- هارولد فرموس على موقع إن إن دي بي (الإنجليزية)